# 山崎友也
山崎友也（やまさき ゆうや、1970年9月11日- ）は、広島県出身の鉄道写真家、血液型A型（乙女座）。

## 略歴
日本大学芸術学部写真学科卒業後、真島満秀写真事務所で鉄道写真家の真島満秀に師事。
1998年に独立し、『鉄道ジャーナル』（鉄道ジャーナル社）を中心に活動。2000年3月中井精也と有限会社レイルマンフォトオフィス設立。
2014年2月に共同代表であった中井精也が有限会社レイルマンフォトオフィスを退社し単独代表となる。
JPS（社団法人 日本写真家協会）
PSJ（社団法人 日本写真協会）

## 写真集
- 「夜感鉄道」　(枻出版, 2009年）
- 「魅惑の夜感鉄道」　(クラッセブックス, 2012年）
- 「わたらせ」(2016年)
- 「Welcome to The SHINKANSEN」(2016年)
- 「Memories ～車両のない鐡道写真～」 (日本写真企画, 2016年)
- 「少年線 syonen-line」（日本写真企画, 2021年)

## 主な著書・監修
- 「僕はこうして鉄道カメラマンになった」　(クラッセブックス, 2009年）
- 「図解と実例ですぐ撮れる鉄道写真講座」　(JTBパブリッシング, 2010年)
- 「鉄道でゆく日本の絶景旅」　(アントレックス, 2014年）
- 「講談社の動く図鑑ＭＯＶＥ鉄道」　(講談社, 2015年）
- 「ドラマチック鉄道写真撮影術」　(洋泉社, 2015年）

## 出演番組
- 「鉄道百景 にっぽん鉄道写真の旅」（BS-TBS）
- 「写真家たちの日本紀行」(BSジャパン, 2010年）
- 「Hello!フォト☆ラバーズ 〜ミル・トル・アルク〜」 （BS朝日, 2013年）
- 「ひと・まち紀行」（BS-TBS、2014年～）
- 「Canon Presents The Photographers」鉄道・飛行機編（BS朝日, 2014年）

## CM
- Canon   EOS 60D　（2011年9月 - ）
- Canon   EOS 7D Mark II　（2014年11月 - ）

## YouTube
- ＜EOS学園＞講師：山﨑友也【キヤノン公式】
- EOS 5D Mark Ⅳだからこその鉄道表現　CP+2017 写真家 山﨑 友也 氏【キヤノン公式】

## 関連人物
- 中井精也
- 真島満秀
- 久保田敦